# Fortune (album)
Fortune is het vijfde studioalbum van de Amerikaanse R&B-zanger Chris Brown en de opvolger van zijn album F.A.M.E. uit 2011. Als voorloper op het album werd op 6 april 2012 de single Turn Up the Music uitgebracht. Op 29 juni 2012 kwam het album uit en een week later op 7 juli kwam het album op nummer 1 binnen in de Nederlandse Album Top 100 en op nummer 34 in de Vlaamse Ultratop 100 albumlijst.

## Tracklist
| 1.                 | Turn up the music                             | 3:48 |
| 2.                 | Bassline                                      | 3:59 |
| 3.                 | Till I die (met Big Sean & Wiz Khalifa)       | 3:56 |
| 4.                 | Mirage (met Nas)                              | 4:17 |
| 5.                 | Don't judge me                                | 4:00 |
| 6.                 | 2012                                          | 4:08 |
| 7.                 | Biggest fan                                   | 3:59 |
| 8.                 | Sweet love                                    | 3:20 |
| 9.                 | Strip (met Kevin K-Mac McCall)                | 2:47 |
| 10.                | Stuck on stupid                               | 3:58 |
| 11.                | 4 Years old                                   | 3:49 |
| 12.                | Party hard / Cadillac (Interlude) (met Sevyn) | 5:14 |
| 13.                | Don't wake me up                              | 3:42 |
| 14.                | Trumpet lights (met Sabrina Antoinette)       | 3:47 |
| Totale duur: 54:53 |                                               |      |

## Hitnoteringen

### NederlandseAlbum Top 100
| Hitnotering (week 1 t/m 11): 07-07-2012 t/m 15-09-2012 Hitnotering (week 12 t/m 13): 29-09-2012 t/m 06-10-2012 | Hitnotering (week 1 t/m 11): 07-07-2012 t/m 15-09-2012 Hitnotering (week 12 t/m 13): 29-09-2012 t/m 06-10-2012 | Hitnotering (week 1 t/m 11): 07-07-2012 t/m 15-09-2012 Hitnotering (week 12 t/m 13): 29-09-2012 t/m 06-10-2012 | Hitnotering (week 1 t/m 11): 07-07-2012 t/m 15-09-2012 Hitnotering (week 12 t/m 13): 29-09-2012 t/m 06-10-2012 | Hitnotering (week 1 t/m 11): 07-07-2012 t/m 15-09-2012 Hitnotering (week 12 t/m 13): 29-09-2012 t/m 06-10-2012 | Hitnotering (week 1 t/m 11): 07-07-2012 t/m 15-09-2012 Hitnotering (week 12 t/m 13): 29-09-2012 t/m 06-10-2012 | Hitnotering (week 1 t/m 11): 07-07-2012 t/m 15-09-2012 Hitnotering (week 12 t/m 13): 29-09-2012 t/m 06-10-2012 | Hitnotering (week 1 t/m 11): 07-07-2012 t/m 15-09-2012 Hitnotering (week 12 t/m 13): 29-09-2012 t/m 06-10-2012 | Hitnotering (week 1 t/m 11): 07-07-2012 t/m 15-09-2012 Hitnotering (week 12 t/m 13): 29-09-2012 t/m 06-10-2012 | Hitnotering (week 1 t/m 11): 07-07-2012 t/m 15-09-2012 Hitnotering (week 12 t/m 13): 29-09-2012 t/m 06-10-2012 | Hitnotering (week 1 t/m 11): 07-07-2012 t/m 15-09-2012 Hitnotering (week 12 t/m 13): 29-09-2012 t/m 06-10-2012 | Hitnotering (week 1 t/m 11): 07-07-2012 t/m 15-09-2012 Hitnotering (week 12 t/m 13): 29-09-2012 t/m 06-10-2012 | Hitnotering (week 1 t/m 11): 07-07-2012 t/m 15-09-2012 Hitnotering (week 12 t/m 13): 29-09-2012 t/m 06-10-2012 | Hitnotering (week 1 t/m 11): 07-07-2012 t/m 15-09-2012 Hitnotering (week 12 t/m 13): 29-09-2012 t/m 06-10-2012 | Hitnotering (week 1 t/m 11): 07-07-2012 t/m 15-09-2012 Hitnotering (week 12 t/m 13): 29-09-2012 t/m 06-10-2012 | Hitnotering (week 1 t/m 11): 07-07-2012 t/m 15-09-2012 Hitnotering (week 12 t/m 13): 29-09-2012 t/m 06-10-2012 |
| Week: | 1 | 2 | 3 | 4 | 5 | 6 | 7 | 8 | 9 | 10 | 11 | | 12 | 13 | |
| --- | --- | --- | --- | --- | --- | --- | --- | --- | --- | --- | --- | --- | --- | --- | --- |
| Positie: | 1 | 22 | 43 | 47 | 52 | 75 | 81 | 79 | 85 | 90 | 92 | uit | 84 | 98 | uit |

### VlaamseUltratop 200Albums
| Hitnotering (week 1 t/m 21): 07-07-2012 t/m 24-11-2012 Hitnotering (week 22 t/m 23): 08-12-2012 t/m 15-12-2012 Hitnotering (week 24): 02-02-2013 | Hitnotering (week 1 t/m 21): 07-07-2012 t/m 24-11-2012 Hitnotering (week 22 t/m 23): 08-12-2012 t/m 15-12-2012 Hitnotering (week 24): 02-02-2013 | Hitnotering (week 1 t/m 21): 07-07-2012 t/m 24-11-2012 Hitnotering (week 22 t/m 23): 08-12-2012 t/m 15-12-2012 Hitnotering (week 24): 02-02-2013 | Hitnotering (week 1 t/m 21): 07-07-2012 t/m 24-11-2012 Hitnotering (week 22 t/m 23): 08-12-2012 t/m 15-12-2012 Hitnotering (week 24): 02-02-2013 | Hitnotering (week 1 t/m 21): 07-07-2012 t/m 24-11-2012 Hitnotering (week 22 t/m 23): 08-12-2012 t/m 15-12-2012 Hitnotering (week 24): 02-02-2013 | Hitnotering (week 1 t/m 21): 07-07-2012 t/m 24-11-2012 Hitnotering (week 22 t/m 23): 08-12-2012 t/m 15-12-2012 Hitnotering (week 24): 02-02-2013 | Hitnotering (week 1 t/m 21): 07-07-2012 t/m 24-11-2012 Hitnotering (week 22 t/m 23): 08-12-2012 t/m 15-12-2012 Hitnotering (week 24): 02-02-2013 | Hitnotering (week 1 t/m 21): 07-07-2012 t/m 24-11-2012 Hitnotering (week 22 t/m 23): 08-12-2012 t/m 15-12-2012 Hitnotering (week 24): 02-02-2013 | Hitnotering (week 1 t/m 21): 07-07-2012 t/m 24-11-2012 Hitnotering (week 22 t/m 23): 08-12-2012 t/m 15-12-2012 Hitnotering (week 24): 02-02-2013 | Hitnotering (week 1 t/m 21): 07-07-2012 t/m 24-11-2012 Hitnotering (week 22 t/m 23): 08-12-2012 t/m 15-12-2012 Hitnotering (week 24): 02-02-2013 | Hitnotering (week 1 t/m 21): 07-07-2012 t/m 24-11-2012 Hitnotering (week 22 t/m 23): 08-12-2012 t/m 15-12-2012 Hitnotering (week 24): 02-02-2013 | Hitnotering (week 1 t/m 21): 07-07-2012 t/m 24-11-2012 Hitnotering (week 22 t/m 23): 08-12-2012 t/m 15-12-2012 Hitnotering (week 24): 02-02-2013 | Hitnotering (week 1 t/m 21): 07-07-2012 t/m 24-11-2012 Hitnotering (week 22 t/m 23): 08-12-2012 t/m 15-12-2012 Hitnotering (week 24): 02-02-2013 | Hitnotering (week 1 t/m 21): 07-07-2012 t/m 24-11-2012 Hitnotering (week 22 t/m 23): 08-12-2012 t/m 15-12-2012 Hitnotering (week 24): 02-02-2013 | Hitnotering (week 1 t/m 21): 07-07-2012 t/m 24-11-2012 Hitnotering (week 22 t/m 23): 08-12-2012 t/m 15-12-2012 Hitnotering (week 24): 02-02-2013 |
| Week: | 1 | 2 | 3 | 4 | 5 | 6 | 7 | 8 | 9 | 10 | 11 | 12 | 13 | 14 |
| --- | --- | --- | --- | --- | --- | --- | --- | --- | --- | --- | --- | --- | --- | --- |
| Positie: | 34 | 21 | 29 | 30 | 38 | 51 | 52 | 74 | 98 | 88 | 105 | 113 | 132 | 95 |
| Week: | 15 | 16 | 17 | 18 | 19 | 20 | 21 | | 22 | 23 | | 24 | | |
| Positie: | 116 | 162 | 130 | 180 | 117 | 142 | 152 | uit | 149 | 116 | uit | 188 | uit | |